# Campodea montis
Campodea montis är en urinsektsart som beskrevs av Gardner 1914. Campodea montis ingår i släktet Campodea och familjen Campodeidae. Inga underarter finns listade.